# 伍軒宏
伍軒宏（英語： Hysan Ng Hin Wang，1996年—），香港政治人物，曾任立法會議員鄺俊宇助理及社區主任，前任元朗區議會耀祐選區議員，成為該選區第一位民主派當選人，中學就讀賽馬會毅智書院。

## 從政

### 2019年區議會選舉
10月4日，代表民主黨向選舉事務處提交提名申請，參選耀祐選區。結果由伍以六成二得票（即得4027票）大勝對手馬淑燕。而伍軒宏當選年齡為22歲，成為是屆元朗區議會天水圍南最年輕當選人。
| 政党   | 政党   | 候选人    | 票数  | %     | ±      |
| ------ | ------ | --------- | ----- | ----- | ------ |
|        | 民建聯 | ①. 馬淑燕 | 2,444 | 37.77 | -17.79 |
|        | 民主黨 | ②. 伍軒宏 | 4,027 | 62.23 | 不適用 |
| 多数票 | 多数票 | 多数票    | 1,583 | 24.46 |        |